# Warriors of the Dawn
Warriors of the Dawn  (en hangul, 대립군; en hanja, 代立軍; romanización revisada, 'Daeripgun') es una película histórica surcoreana dirigida por Yoon Jeong-cheol, ambientada durante la Guerra Imjin de 1592, protagonizada por Lee Jung-jae y Yeo Jin Goo. La historia sigue a un grupo de mercenarios con la tarea de proteger al recién coronado príncipe Gwanghae durante un largo y peligroso viaje, vital para el futuro del país. Se estrenó el 31 de mayo de 2017.

## Sinopsis
Para evitar la invasión de las fuerzas japonesas, el rey Seonjo escapa hacia el Imperio Ming, abandonando a su pueblo en el proceso. En su lugar, el Príncipe Gwanghae (Yeo Jin Goo) dirige a la corte real y enfrenta a los enemigos con la ayuda de los soldados dirigidos por To-woo (Lee Jung-jae) cuyos soldados reciben un pago económico para servir en el ejército.

## Reparto
- Lee Jung-jae como To-woo.
- Yeo Jin Goo como Príncipe Gwanghae.
- Kim Mu-yeol como Gok-soo, miembro de las fuerzas Daerip.
- Park Won-sang como Jo-seung.[5]
- Esom como Duk-yi.
- Bae Soo-bin como Jang Yang-sa.
- Kim Myung-gon como Jung Pan-seo.
- Park Hae-joon como Tarobe.
- Oh Kwang-rok como Pockmark.
- Cho Dong-in como Soi-dol.
- Park Ho-san como King Sun-jo.
- Oh Seung-yoon como el Príncipe Im-Hae. (cameo)
- Kim Young-min como un mensajero.
- Park Ji-hwan como Gorruta.[6]

## Producción
La filmación empezó el 5 de septiembre de 2016 y culminó el 10 de enero de 2017. El título original en inglés fue The Proxy Soldiers antes de ser cambiado oficialmente a Warriors of the Dawn.